# آسیاب دم ژلو ۲
بقایای آسیاب دم ژلو ۲ مربوط به دوره صفوی است و در شهرستان پل‌دختر، بخش مرکزی، دهستان ملاوی، ۶۰۰ متری شرق روستای دم ژلو واقع شده و این اثر در تاریخ ۲۲ آبان ۱۳۸۶ با شمارهٔ ثبت ۲۰۰۹۷ به‌عنوان یکی از آثار ملی ایران به ثبت رسیده است.